# Červený Potok (stacja kolejowa)
Červený Potok – stacja kolejowa w Červený Potok, w kraju pardubickim, w Czechach. Położony jest na linii kolejowej Dolní Lipka – Hanušovice. Znajduje się na wysokości 605 m n.p.m.
Na stacji nie ma możliwości zakupu biletu, a obsługa podróżnych odbywa się w pociągu.

## Linie kolejowe
- 025 Dolní Lipka - Hanušovice